# 壞教慾
《壞教慾》（西班牙語：La mala educación）是一部由西班牙導演佩德羅·阿莫多瓦（Pedro Almodóvar）執導，2004年上映的電影。故事描述二個兒時的朋友（戀人）經過多年分別之後的團聚，以及其中牽涉到的一樁希區考克式的謀殺事件。天主教教士對主角的性侵犯、變性、毒品濫用，以及後設小說式的劇情也是片中的主要題材。

## 劇情
Enrique（Fele Martínez 飾），一位成功的電影導演，有一天突然遇到自稱是他小學時同窗好友的男子 Ignacio（蓋爾·賈西亞·貝納 飾），Ignacio 交給他一部以他們幼年故事為基礎的劇本：故事發生在西班牙一個小鎮的教會學校裡，擁有天籟之聲的小男生 Ignacio 愛上了他的同窗好友 Enrique，但是有戀童癖的 Manolo 神父（Daniel Giménez Cacho 飾）卻愛上了 Ignacio 的美聲，進而性侵害他。Manolo 神父知道 Ignacio 和 Enrique 兩人深刻的「情誼」後，勒令 Enrique 退學，免得留在學校裡當他的情敵。
Enrique 覺得劇本十分精采，決定搬上大銀幕，但是他也覺得 Ignacio 變得十分奇怪，決定深入調查這件事。就在電影即將要拍攝完成時，有一天一位自稱是 Manolo 神父的男子 Berenguer（Lluís Homar 飾）找上了 Enrique，告訴他整件事情的始末；原來 Ignacio 不但在3年前去世了，那名自稱是 Ignacio 的男子更是一個謎樣的人物……

## 外部連結
- 互联网电影数据库（IMDb）上《壞教慾》的资料（英文）
- 豆瓣电影上《壞教慾》的資料 （简体中文）